# 楠葉宏三
楠葉宏三（1947年7月11日—2018年3月20日），日本男性動畫作家、導演。愛媛縣出身。

## 人物略歷
1971年進入東京電影新社。轉換至日本動畫公司後，在1981年首次擔任《フーセンのドラ太郎》的導演工作。擔任《世界名作劇場》系列中期至後期，最多7集的導演。2004年起成為自由作家。2005年4月起擔任復刻版《新哆啦A夢》的總導演。
於電影《哆啦A夢 大雄的恐龍2006》擔任總導演，以及負責外部製作現場的環境整備（實際製作基本上由導演渡邊步負責），將原作漫畫轉換為電影腳本的作業。在2010年的電影《哆啦A夢 大雄的人魚大海戰》以及2012年的電影《哆啦A夢 大雄與奇蹟之島》則不是總導演，而是擔任導演。

## 主要參加作品

### 電視動畫
- 根性青蛙（1972年-1974年，製作進行）
- 北海小英雄（1974年-1975年，副導演）[6]
- 天方夜譚 （1975年-1976年，副導演）
- あしたへアタック! （1977年，演出）
- 佩琳物語（1978年，演出）
- 清秀佳人 （1979年，演出）
- アニメーション紀行 マルコ、ポーロの冒険 （1979年-1980年，構成）
- 湯姆歷險記 （1980年，分鏡、演出）
- 家族魯賓遜漂流記 不可思議之島的芙蘿拉 （1981年，分鏡、演出）
- 賣氣球的銅鑼太郎（1981年，導演）
- 南方彩虹的露西 （1982年，分鏡、演出）
- 阿爾卑斯物語 我的安妮特 （1983年，導演）
- 愛麗絲夢遊仙境 （1983年，導演）[7]
- 愛少女波麗安娜物語 （1986年，導演）
- 小公子西迪 （1988年，導演）
- 櫻桃小丸子 （第1期：1990年-1992年／第2期：1995年-，分鏡、演出）
- 長腿叔叔 （1990年，分鏡）
- 崔普一家物語 （1991年，導演）
- 小婦人物語 南與喬老師 （1993年，導演）
- 七海的堤可 （1994年，分鏡、演出）
- 羅密歐的藍天 （1995年，導演）
- 無家可歸的孩子蕾米 （1996年-1997年，導演）
- onちゃん夢パワー大冒険! （2003年，導演）
- それいけ!ズッコケ三人組 （2004年，分鏡、演出）
- 新哆啦A夢 （分鏡2005年-2017年、總導演2005-2012年）

### 電影
- 尋母三千里（1999年，導演）
- 哆啦A夢系列
  - 第26部：大雄的恐龍2006（2006年：總導演、腳本）
  - 第27部：大雄的新魔界大冒險～7人魔法使～（2007年：總導演）
  - 第28部：大雄與綠之巨人傳（2008年：總導演）
  - 第29部：新·大雄的宇宙開拓史（2009年：總導演、分鏡、特別映像）
  - 第30部：大雄的人魚大海戰（2010年：導演、分鏡）
  - 第31部：新·大雄與鐵人兵團（2011年：特別映像）
  - 第32部：大雄與奇跡之島（2012年：導演、分鏡）
  - 第33部：大雄的秘密道具博物館（2013年：開場作畫、演出）

### 世界名作劇場、完結版
- 2000年-2001年在BS富士播放再編集版 （擔任全23話作品的構成、導演）